# 克韦什·乔鲍
克韦什·乔鲍（匈牙利語：Köves Csaba，1966年10月27日—），匈牙利男子击剑运动员。他曾代表匈牙利参加1992年、1996年和2000年夏季奥林匹克运动会击剑比赛，共获得二枚银牌。